# Sodiaal
Sodiaal (acronyme de Société de diffusion internationale agro-alimentaire) est un groupe coopératif laitier français, constitué de Sodiaal Union, de Sodiaal International et de leurs filiales. Sodiaal Union est une coopérative laitière qui regroupe 16 055 producteurs de lait, présidée depuis juin 2024 par Jean-Michel Javelle, producteur de lait installé dans la Loire.
Sodiaal International est une holding, qui appartient à 100 % à la coopérative Sodiaal Union, dont le président est Jean-Michel Javelle. Depuis 2023, Antoine Collette est le directeur général de Sodiaal International. 
La holding Sodiaal International regroupe des entreprises spécialisées dans la transformation de produits laitiers : Candia, Entremont, Yoplait, Eurosérum, Nutribio, Bonilait, Monts et Terroirs, Les Fromageries Occitanes... Les principales marques du groupe sont Yoplait, Candia et Entremont. 
La société a réalisé 5,5 milliards d'euros de chiffre d'affaires en 2022. En 2017, elle est la 16e plus grande entreprise de ce secteur au niveau mondial, quant au chiffre d'affaires, et la 3e française, derrière Danone et Lactalis.

## Historique

### Les origines sous le nom de Sodima
- 1964 : six coopératives laitières régionales (CLCP, Orlac, Richemont, Sully, Ucalm, ULC) décident de créer une société commune (Sodima) pour vendre leurs produits au niveau national.
- 1965 : les coopératives abandonnent leurs marques régionales et créent la marque Yoplait.
- 1969 : 1er développement international avec la franchise Yoplait en Suisse avec ULVF.
- 1971 : Sodima crée Candia, la première marque nationale de lait.
- 1982 : création du centre de recherche international André-Gaillard (CRIAG).

### Sous le nom de Sodiaal
- 1990 : création de Sodiaal
- 2007 : création de Sodiaal Union
- 2011 : reprise de Entremont Alliance
- 2011 : General Mills entre dans le capital de Yoplait[3]
- 2013 : reprise de la coopérative toulousaine 3A Coop[4].

En 2018, Sodiaal décide de regrouper l'ensemble des salariés des fonctions support de Sodiaal international répartis sur 5 sites en France sur Lyon.
Le 12 mars 2019, Sodiaal rachète au groupe chinois Synutra une partie de l'usine de conditionnement de poudres de lait infantiles de Carhaix, dans le Finistère. L'objectif de cette acquisition pour Sodiaal est de doubler la production annuelle de poudres de lait infantiles, qui s'élève aujourd'hui à 30.000 tonnes.
Le 1er décembre 2021, Sodiaal rachète les 51 % d'actions Yoplait de General Mills en échange des royalties sur le marché nord-américain.
Le 1er février 2022, Sodiaal annonce envisager de fermer deux usines, ce qui entraînerait la suppression de 316 postes en CDI. Le groupe a justifié ce choix par la baisse continue des ventes. Les syndicats CFDT Agri-Agro et FGTA-FO ont déclaré être opposés à cette décision.

## Organisation du groupe
Les activités du groupe peuvent être regroupées en cinq pôles :
- Fromages : avec la société Entremont, détenue à 100 % par Sodiaal et dont les marques les plus connues sont Entremont et Meule d'Or ; avec la société Monts & Terroirs qui commercialise des fromages AOP [8],[9] et qui est détenue à 100 % par Sodiaal ; avec la Compagnie des Fromages & RichesMonts détenue à 49 % par Sodiaal et à 51 % par Savencia - les principales marques sont Le Rustique, Cœur de Lion et RichesMonts ; ainsi que Les Fromageries Occitanes, détenue à 100 % par Sodiaal ,arrivées dans le groupe à la suite du rachat de 3A par le groupe.
- Lait de consommation et matière grasse : Candia, détenue à 100 % par Sodiaal. Candia produit des laits frais, UHT, infantiles, aromatisés, fermentés pour sa partie Lait. Les principales marques sont GrandLait, Viva, Silhouette et Candy'Up. Il existe aussi une partie Beurre-Crème qui produit de la matière grasse laitière principalement pour la grande distribution et les professionnels.
- Nutrition : avec la société Nutribio détenue à 100 % par Sodiaal et qui fabrique des poudres de lait (notamment infantiles sous la marque Nactalia) ainsi que des produits diététiques.
- Poudre de lait, ingrédients laitiers : avec la société Eurosérum spécialisée dans la production de lactosérum pour les industries agro-alimentaires ; avec la société Bonilait détenue à 100 % par Sodiaal, spécialisé dans les poudres humaines et animales ; avec la société Régilait détenue à 50 % par Sodiaal et à 50 % par Laïta, fabriquant des poudres de lait et des laits concentrés.
- Produits frais et surgelés : avec Yoplait. Les principales marques sont Yop, Perle de Lait, Panier de Yoplait, Calin et Petits Filous. Depuis 2013 le groupe de par son rachat de la coopérative 3A est propriétaire de Boncolac (fabricant de produits traiteurs et de pâtisserie surgelée).

## Activité de lobbying
Sodiaal Union est inscrit depuis 2018 au registre des représentants d'intérêts auprès de la Haute Autorité pour la transparence de la vie publique, mais n'a pas déclaré d'activités de représentation ni de moyens pour l'année 2018.

## Critiques
Un reportage de l'émission télévisée Cash Investigation diffusé le 17 janvier 2018 sur France 2 révèle l'existence chez Sodiaal de montages financiers et de multiples filiales privées, qui sont créées pour capter les bénéfices réalisés au détriment des agriculteurs, dont certains produisent à perte,.
La journaliste Anne-Laure Chouin estime en 2019 qu'en France, plusieurs coopératives agricoles, dont Sodiaal « se sont éloignées de leur vocation initiale pour devenir des multinationales aux filiales opaques ». Les coopératives, qui regroupent en France trois agriculteurs sur quatre, une marque alimentaire sur trois, et emploient plus de 180 000 salariés, ne paient pas l'impôt sur les sociétés. Leur nombre a nettement décru depuis 1965, au fil de rachats successifs, et leur chiffre d'affaires a augmenté considérablement. La création de nombreuses filiales a accompagné ce développement rapide et pose des soucis de transparence et d'optimisation fiscale, dans un contexte de raréfaction des moyens de contrôle sur ces coopératives.

### Sources bibliographiques
- Mémoires de lait - Une saga de la coopération laitière (Albin Michel, 1994)
- Boris Dänzer-Kantof, Véronique Lefebvre et Félix Torres, Le lait. Tout le lait. Une histoire de Sodiaal, le premier groupe coopératif laitier français (Félix Torres Editeur, 2012)